# Petra Elsner (Künstlerin)
Petra Elsner (* 28. September 1953 in Wildau) ist eine deutsche Autorin und Malerin.

## Leben
Petra Elsner begann ihre Berufsausbildung zunächst als Schrift- und Grafikmalerin. Ab 1980 war sie 13 Jahre im Verlag Junge Welt als Jugendredakteurin tätig. Daneben belegte sie ein Fernstudium für Journalistik und studierte sechs Semester Philosophie.
1992 begann ihre Hinwendung zur Belletristik und zur Malerei. Von 1994 bis 2008 lebte und arbeitete sie als freie Künstlerin im Berliner Prenzlauer Berg. Im Januar 2008 verließ sie Berlin und zog nach Kurtschlag in der Schorfheide.

## Veröffentlichungen
Bücher (Auswahl)
- „Labyrinth Spreewald“, 1995, ELEFANTEN PRESS; ISBN 3-88520-537-8
- Großstadtmärchen: „Wallos seltsame Reise“, 2006, Wiesenburg Verlag, Schweinfurt – 2. Auflage 2013, ISBN 978-3-939518-02-0
- Eulenfiktion: „Meander Memolos Zeitloch“, 2007, Messer Verlag, Eschbach, ISBN 978-3-934309-15-9
- Schorfheidemärchen: „Schattengeschichten aus dem Wanderland“, 2010, Schibri Verlag, Uckerland, 1. und 2. Auflage, ISBN 978-3-86863-040-4.

Buch-Illustrationen
- Zeichnungen zu Sylvia Krupickas Lyrikband „Mondphasen“, 2005, Wiesenburg Schweinfurt, ISBN 3-937101-80-2
- Zeichnungen zu „Gotthold Ephraim Lessing – Fabeln“, 2008, Berlin, Verlag Regine Dehnel, ISBN 978-3-9811352-3-7

| Personendaten    | Personendaten                |
| ---------------- | ---------------------------- |
| NAME             | Elsner, Petra                |
| KURZBESCHREIBUNG | deutsche Autorin und Malerin |
| GEBURTSDATUM     | 28. September 1953           |
| GEBURTSORT       | Wildau/Mark                  |